# Rivière aux Eaux Mortes (Mékinac)
Pour les articles homonymes, voir Eaux-Mortes.
La rivière aux Eaux Mortes est un affluent de la rivière du Milieu, coulant entièrement en milieu forestier, dans deux territoires du Québec, au Canada. La partie supérieure coule dans le territoire non organisé du Lac-Lapeyrère, dans Réserve faunique de Portneuf, dans la région administrative de la Capitale-Nationale et la partie inférieure : dans le territoire non organisé du Lac-Masketsi, dans la MRC Mékinac, en Mauricie. La partie inférieure du territoire est surtout administré par la Zec Tawachiche et la partie supérieure par la Réserve faunique de Portneuf.

## Géographie
La rivière aux Eaux Mortes tire sa source de plusieurs plans d'eau en hautes montagnes de la réserve faunique de Portneuf : les lacs à l'Orignal, Desrochers, Turner, Aumond, Liserons, Pilote, aux Oreilles, du Mâle et du Coin. Les eaux des lacs en amont se déversent dans le lac Desrochers dont l'embouchure est située au sud ; à partir de cette embouchure, la rivière aux Eaux-Mortes descend sur 2,1 km pour aller traverser le lac Rocheleau (long de 0,9 km). À partir de l'embouchure de ce lac, la rivière descend sur 5,2 km pour se déverse du côté ouest du lac Dussault (long de 400 m).
Deux autres rivières alimentent le lac Dussault, l'un des plans d'eau importants de la tête de la rivière aux Eaux-Mortes :
- le ruisseau Saint-Malo qui prend sa source au lac Saint-Malo, et s'alimente en traversant les lacs du Forgeron et Viking ;
- le ruisseau Lanctôt qui prend sa source au lac Lanctôt situé sur la limite des cantons de Pothier et de Lapeyrère.

Après le barrage du lac Dussault, la rivière coule à priori vers le sud-ouest sur 2,2 km, traverse le lac de la Digue (long de 2,2 km). À partir du barrage de ce dernier lac, la rivière coule sur 11 km vers le sud jusqu'à la confluence de la décharge du lac Bony. De là, la rivière coule vers le sud-ouest sur 3,6 km jusqu'à l'embouchure du lac à l'Ours. Ensuite, la rivière coule sur un kilomètre vers le nord-ouest, puis bifurque à nouveau vers le sud-ouest pour former un grand réservoir retenu par le barrage en aval du hameau de Doheney, soit le seul hameau visité par la rivière. Ce réservoir a la forme d'un point d'interrogation inversé. En résumé, entre le lac Desrochers et le barrage du lac Dussault, la rivière parcourt 8,6 km (mesuré par l'eau) ; puis elle coule encore sur 33 km (mesuré par l'eau) entre le barrage du lac Dussault dam et la confluence de la rivière.
La confluence de la rivière se déverse sur la rive est de la rivière du Milieu à 1,9 km (en ligne directe) au sud du pont ferroviaire du Canadien National, ou à 1,5 km au sud de la confluence du ruisseau Saint-Arnaud.
Le parcours de la rivière comporte quatre barrages répertoriés par le Centre d'expertise hydrique - Québec, à partir du lac Dussault :
| Dénomination            | Barrage Dussault                                  | Barrage du lac de la digue                        | Barrage à l'ours                   | Barrage de la Rivière-aux-eaux-mortes |
| ----------------------- | ------------------------------------------------- | ------------------------------------------------- | ---------------------------------- | ------------------------------------- |
| Longitudes              | -72⁰ 28'                                          | -72⁰ 28'                                          | -72⁰ 32'                           | -72⁰ 35'                              |
| Latitudes               | 47⁰ 10'                                           | 47⁰ 09'                                           | 47⁰ 04'                            | 47⁰ 05'                               |
| Territoire              | Lac-Lapeyrère (TNO), Réserve faunique de Portneuf | Lac-Lapeyrère (TNO), Réserve faunique de Portneuf | Lac-Masketsi (TNO), Zec Tawachiche | Lac-Masketsi (TNO) Zec Tawachiche,    |
| Type d'utilisation      | récréatif et villégiature                         | faune                                             | récréatif et villégiature          | récréatif, villégiature et faune      |
| Hauteur du barrage      | 3,9 m                                             | 6,9 m                                             | 4,7 m                              | 4,1 m                                 |
| Hauteur de retenue      | 0,8 m                                             | 5,7 m                                             | 3,3 m                              | 1,9 m                                 |
| Type de barrage         | Béton-gravité                                     | Caissons de bois remplis de pierres               | Déversoir libre en enrochement     | Béton-gravité                         |
| Année de construction   | 1980                                              | 1980                                              | 2011                               | 1986                                  |
| Superficie du bassin    | -                                                 | 2 km2                                             | 216 km2                            | 255 km2                               |
| Capacité de retenue     | 60 000 m3                                         | 489 500 m3                                        | 3 260 000 m3                       | 2 124 300 m3                          |
| Longueur de l'ouvrage   | 60,4 m                                            | 30,7 m                                            | 70 m                               | 158 m                                 |
| Superficie du réservoir | 8 ha                                              | 17,3 ha                                           | 100 ha                             | 219 ha                                |
| Longueur du refoulement | -                                                 | 2 200 m                                           | -                                  | 9 400 m                               |
| Largeur moyenne         | -                                                 | 78,8 m                                            | -                                  | 233 m                                 |
| Propriétaire            | Centre d'expertise hydrique du Québec             | Centre d'expertise hydrique du Québec             | Canards illimités Canada           | Centre d'expertise hydrique du Québec |

Les coordonnées de la confluence de la rivière aux Eaux-Mortes sont : longitude ouest 72° 37' 05" ; latitude nord 47° 06' 50". La confluence de cette rivière est située à :
- 2,9 km du hameau de Rivière-du-Milieu ;
- 4,9 km du barrage de la rivière aux Eaux-Mortes ;
- 8,7 km du barrage à l'Ours ;
- 10,1 km (en ligne directe) ou 14 km (par l'eau) de l'embouchure du lac à l'Ours ;
- 10,7 km de l'embouchure du lac Froid ;
- 13,1 km du barrage de la Digue ;
- 6,2 km du hameau de Doheney.

Dans son parcours, le chemin de fer du Canadien National reliant Hervey-Jonction à La Tuque contourne les rives Est des lac Masketsi et lac Froid. Puis le chemin de fer atteint la rive ouest du réservoir de la rivière aux Eaux-Mortes. Le chemin de fer passe au hameau de Doheney, puis passe au hameau de Rivière-du-Milieu, avant de franchir un long pont enjambant la rivière du Milieu. Depuis 1909, le chemin de fer a été un facteur déterminant du développement de la foresterie et des activités récréotouristiques dans le secteur.

## Principaux attraits
Les adeptes d'observation de la nature aimeront l'aire de concentration d'oiseaux aquatiques, située dans un milieu humide sur la rivière aux Eaux-Mortes. Cette aire attire notamment les orignaux et les castors.

## Toponymie
Ce toponyme décrit bien la nature paresseuse des eaux sur plusieurs segments de la rivière. Ce phénomène découle du peu de dénivellation sur le parcours de la rivière, entre le « lac à la digue » jusqu'à la confluence de la rivière dans la rivière du Milieu.
Le toponyme rivière aux Eaux Mortes a été inscrit officiellement le 5 décembre 1968 à la Banque des noms de lieux de la Commission de toponymie du Québec.